# Clay (Alabama)
Clay es una ciudad ubicada en el condado de Jefferson en el estado estadounidense de Alabama. En el año 2020 tenía una población de 10 291 habitantes y una densidad poblacional de 352.27 personas por km².

## Demografía
En el 2000 la renta per cápita promedia del hogar era de $61,042, y el ingreso promedio para una familia era de $64,798. El ingreso per cápita para la localidad era de $21,323. Los hombres tenían un ingreso per cápita de $40,092 contra 28,787 para las mujeres.

## Geografía
Clay se encuentra ubicada en las coordenadas 33°42′0″N 86°37′22″O / 33.70000, -86.62278. Según la Oficina del Censo, la localidad tiene un área total de 26,8 km² (10,3 mi²), de la cual 26,7 km² (10,3 mi²) es tierra y 0,1 km² (0 mi²) (0.1%) es agua.